# Aarón Sánchez Alburquerque
Aarón Sánchez Alburquerque  (Salamanca, España, 5 de junio de 1996) es un futbolista andorrano. Juega en la posición de delantero y milita en el FS La Massana de la Primera División de Andorra.

## Selección nacional
Fue internacional con la selección de Andorra en 38 ocasiones.

### Seleccioes inferiores
| Selección      | Año       | Partidos | Goles |
| -------------- | --------- | -------- | ----- |
| Andorra sub-17 | 2011-2012 | 6        | 2     |
| Andorra sub-19 | 2012-2014 | 9        | 1     |
| Andorra sub-21 | 2014-2017 | 11       | 1     |

## Clubes
| Club                    | País    | Año       |
| ----------------------- | ------- | --------- |
| F. C. Andorra           | Andorra | 2012-2013 |
| Los Molinos C. F.       | España  | 2013-2014 |
| Lleida Esportiu "B"     | España  | 2014-2016 |
| F. C. Andorra           | Andorra | 2016-2019 |
| U. E. Santa Coloma      | Andorra | 2018-2019 |
| U. E. Engordany         | Andorra | 2019-2021 |
| Atlètic Club d'Escaldes | Andorra | 2021-2022 |
| U. E. Santa Coloma      | Andorra | 2022-2024 |
| F. C. Ordino            | Andorra | 2024      |
| Penya Encarnada         | Andorra | 2024      |
| FS La Massana           | Andorra | 2025-     |

## Palmarés

### Campeonatos nacionales
| Título                     | Club          | País   | Año     |
| -------------------------- | ------------- | ------ | ------- |
| Primera Catalana - Grupo I | F. C. Andorra | España | 2018-19 |